# Crnogorski Telekom
Crnogorski Telekom AD – czarnogórski dostawca usług telekomunikacyjnych z siedzibą w Podgoricy.
Przedsiębiorstwo zostało założone w 1998 roku.